# Als das Meer verschwand
Als das Meer verschwand ist die Verfilmung des gleichnamigen Romans von Maurice Gee. Es ist eine britisch-neuseeländische Gemeinschaftsproduktion aus dem Jahr 2004, bei der Brad McGann Regie führte. Die Hauptrollen spielen Matthew Macfadyen, Emily Barclay, Colin Moy, Miranda Otto und Jodie Rimmer.

## Handlung
Der bekannte Kriegsberichterstatter Paul Prior kehrt anlässlich der Beerdigung seines Vaters nach 17 Jahren zurück in seine Heimatstadt in Neuseeland. Dort trifft er auf seinen Bruder Andrew, der inzwischen mit seiner Frau Penny einen gemeinsamen Sohn namens Jonathan hat. Die Mutter der beiden Brüder hatte sich vor 17 Jahren das Leben genommen, woraufhin Paul die Stadt verließ. Paul entschließt sich nach der Beerdigung, vorerst in der Stadt zu bleiben und den Nachlass seines Vaters zu ordnen. Dabei fällt ihm das Foto eines Babys in die Hand, auf dessen Rückseite der Name Celia steht. Kurz darauf lernt er ein 16-jähriges Mädchen namens Celia kennen, deren Mutter sich als Pauls Jugendliebe Jackie herausstellt. Er schließt Freundschaft mit Celia, da sich beide für Literatur interessieren. Paul bestärkt Celia darin, an einem Kurzgeschichtenwettbewerb teilzunehmen, bei dem Celia mit der Geschichte Als das Meer verschwand den zweiten Platz belegt. Doch nach und nach kommt die Vergangenheit ans Licht. Als Celia erfährt, dass der Mann, der mit ihrer Mutter zusammenlebt, nicht ihr leiblicher Vater ist, wendet sie sich enttäuscht von Paul ab; sie nimmt an, dass er ihr etwas verheimlicht. Doch Paul ist sich selbst nicht sicher, ob er Celias Vater ist, da er vor 17 Jahren seinen Vater zusammen mit Jackie beim Sex erwischt hatte.
Paul schenkt Celia zum Abschied ein Flugticket nach Spanien, da es Celias Traum ist, einmal in einem spanischen Café zu sitzen, Wein zu trinken und zu schreiben. Er empfiehlt ihr, dieses Ticket nach ihrem Schulabschluss einzulösen. Doch kurz darauf verschwindet Celia spurlos und Paul wird von der Polizei als Hauptverdächtiger ins Visier genommen. Er ist allerdings unschuldig, da Celia bei einem Unfall in Andrews Haus durch Pennys Hand ums Leben kam. Der versucht nun, den Vorfall zu vertuschen. Es gelingt ihm nicht, da sein Sohn Jonathan von dem Unfall Wind bekommt und die Polizei alarmiert.

## Hintergrund
Der Film wurde in den Filmstudios in Henderson gedreht, während innerhalb von drei Wochen die Außenaufnahmen im Großraum Auckland, in Roxburgh, Alexandra und Cromwell entstanden. Die Dreharbeiten begannen am 8. September 2003 und endeten nach achtwöchigen Arbeiten am 31. Oktober 2003. Zeit und Ort der Dreharbeiten wurden so gewählt, dass verschiedene Obstbäume auf der genutzten Plantage blühten, um Filmsequenzen, die im Winter, Frühling und Herbst angesiedelt waren, auf engstem Raum drehen zu können. Das Budget des Films wurde auf rund sieben Millionen Neuseeland-Dollar geschätzt. Am 11. Juni 2004 feierte der Film seine Weltpremiere beim Sydney Film Festival, dem eine Vorführung beim neuseeländischen Auckland International Film Festival am 18. Juli 2004 sowie weitere Filmvorführungen bei diversen Filmfesten rund um den Globus folgten. In den Kinos Neuseelands war der Film erstmals am 7. Oktober 2004 zu sehen. In Australien lief der Film am 28. Oktober 2004 und wurde in den Schweizer Kinos ab dem 7. Juli 2005 gezeigt. In Deutschland war der Film ab dem 23. November 2006 zu sehen. In Neuseeland wurden über 1,4 Millionen Neuseeland-Dollar eingespielt. An den deutschen Kinokassen wurden bis Ende Februar 2007 knapp 45.000 Zuschauer gezählt. Am 30. Mai 2007 erschien Als das Meer verschwand in Deutschland im Verleih. Am 29. Juni 2007 wurde der Film als 2-Disc Special Edition auf DVD veröffentlicht.
Regisseur Brad McGann schlug das von Produzent Trevor Haysom vorgelegte Angebot zur Verfilmung des 30 Jahre zuvor von Maurice Gee veröffentlichten Werks zunächst aus, da er befürchtete, die behandelte Thematik würde nicht den Nerv der Zeit treffen. Sechs Monate später entschied er sich, die Verfilmung zu übernehmen, dazu jedoch die Handlung aus dem Jahr 1969 in die aktuelle Zeit zu verlegen und diese statt im Westen Aucklands nun in der Region Otago spielen zu lassen, da das ehemals ländliche Auckland inzwischen stark besiedelt sei und damit für die Handlung ungeeignet erschien, die weiterhin im ländlichen Umfeld spielen sollte. Die ersten Fassungen des Drehbuchs hielten sich seiner Aussage nach zu eng an die Romanvorlage, so dass er sich dazu entschied, den Roman beiseitezulegen und eine freiere Adaption als Drehbuch zu verfassen. So hegt der Protagonist Paul anders als im Buch keinerlei sexuelle Gefühle Celia gegenüber, sondern vermutet vielmehr, es könne sich um sein eigenes Kind handeln. Maurice Gee, der Autor der Romanvorlage, unterstützte diese Arbeiten am Drehbuch. Dieser Teil der Vorproduktion erstreckte sich über vier Jahre, bis 2002 das Casting für die Rolle des Paul Prior in London von Brad McGann und Trevor Haysom durchgeführt wurde. Die Entscheidung, das Casting in London durchzuführen, beruhte darauf, dass der zu besetzende Charakter sich laut Drehbuch 17 Jahre in Europa aufgehalten habe, so dass der neuseeländische Akzent inzwischen nicht mehr hörbar sei. Der neuseeländische Schauspieler Colin Moy, der die Rolle des Andrew Prior übernehmen sollte, wurde ausgewählt, da er eine starke Ähnlichkeit mit Matthew Macfadyen, der Besetzung der Rolle des Bruders Paul Prior aufwies.
Matthew Macfadyen spielt die Rolle des Kriegsberichterstatters Paul Prior. Die meisten, der im Film gezeigten Kriegsfotografien, sind Aufnahmen des südafrikanischen Fotojournalisten Greg Marinovich, welcher zu den als Bang-Bang Club bekannten Fotojournalisten gehört, die während der Apartheid besondere mediale Aufmerksamkeit erhielten. Das Foto des Kindes, das mehrfach zu sehen ist, wurde jedoch von Romano Cagnoni aufgenommen.

## Kritik
Das Lexikon des internationalen Films schrieb, der Film sei ein „virtuos erzähltes und gespieltes, angenehm zurückhaltend inszeniertes Psychodrama, das auf der Folie eines spannenden Genrefilms über Lebenslügen und Weltflucht“ reflektiere.
Jörn Schulz von Filmstarts urteilte, der „äußerst sehenswerte“ Film werde „aus traumähnlichen Bildern, einer exzellenten Erzählstruktur und einer bewegenden Handlung konstruiert“, was den Film dennoch mehr wie einen „packenden Thriller“ wirken lasse als an ein „klassisches Familiendrama“ zu erinnern. Die „komplexe Geschichte“ enthalte eine „enge emotionale Beziehung der Charaktere zueinander“. Es gelinge Brad McGann „mit einer sehenswerten Erzählstruktur, die [die] Gegenwart und Vergangenheit dicht an dicht miteinander verknüpft und Rückblenden aus der Vergangenheit immer wieder nahtlos in die Erzählung einflechtet“, einen Film zu kreieren, der zudem mit „starken, emotionalen Bilder“ zu überzeugen weiß. Schulz hebt hierbei insbesondere die „Außenaufnahmen, die die weitgeschwungenen Berglandschaften der Region Central Otago in voller Pracht ablichten“, hervor, die er mit der Der-Herr-der-Ringe-Filmtrilogie vergleicht.
Anne Wotschke lobt den Regisseur McGann für die bewusst langsame Entwicklung der Geschichte und das schichtweise Freilegen der Beziehungen der Charaktere.
Auf Rotten Tomatoes erhielt der Film eine Bewertung von 7,3 von 10 Punkten. Auf der Internet Movie Database fiel die Bewertung mit 7,7 von 10 Punkten sogar noch besser aus.

## Auszeichnungen
Als das Meer verschwand gewann den FIPRESCI-Preis beim Toronto International Film Festival und den Youth Jury Award beim San Sebastian Film Festival. Zu den zehn New Zealand Screen Awards im Jahr 2005 gehörten jene als Bester Film, für Regie, für das Drehbuch sowie für die Darstellungen von Matthew Macfadyen, Colin Moy, Emily Barclay und Jodie Rimmer. Emily Barclay erhielt 2005 den British Independent Film Award, für den außerdem Matthew Macfadyen nominiert wurde. Der Film wurde darüber hinaus zu zahlreichen weiteren Awards nominiert, von denen er einige gewinnen konnte.